# 経済産業研修所
経済産業研修所（けいざいさんぎょうけんしゅうじょ）は、経済産業省の施設等機関。
経済産業省の所掌事務に関する研修（鉱山における保安に関する技術及び実務の教授を含む）を行う事務を司る（経済産業省組織令（平成12年6月7日政令第254号）第98条）。

## 所在地等
〒189－0024
東京都東村山市富士見町5-4-36

## 備考
過去に併設していた通商産業省計量教習所は、産業技術総合研究所計量標準管理センター計量研修センターに移管・改組され、つくば市に移転した。